# Чемпионат Украинской ССР по футболу 1935
В 16-м розыгрыше первенства Украинской ССР (среди сборных команд городов), который проводился с 12 октября по 12 ноября 1935 года, приняла участие 21 команда. Они были поделены на три группы (5, 8 и 8 команд). В сильнейшей 1-й группе участвовали пять команд, представляющие города Харьков, Киев, Днепропетровск, Одессу и Сталино.
Чемпионом впервые стала сборная команда Днепропетровска.

## Ход турнира
Этот турнир (в один круг с разъездами) получился богатым на события и весьма интригующим.
По первоначальному плану он стартовал 24 сентября, но после нескольких сыгранных матчей в Высший Совет Физической культуры Украины (ВСФКУ) посыпались протесты - так, сборная Киева, проиграв 1:3 в Одессе, подала протест на судейство, а в следующей игре уже сборная Одессы опротестовала результат матча в Харькове (0:1). Обескураженный таким началом, ВСФКУ принял несколько эмоциональное решение переиграть турнир, аннулировав все результаты, и поменять при этом в календаре в каждом из матчей хозяев поля.
В борьбе в целом близких по силам соперников поначалу успех больше сопутствовал командам Харькова, Одессы и Киева. Киевляне дома уверенно победили харьковчан и в упорнейшем матче одесситов и после ничьей оппонентов в очном матче в Харькове вроде бы уверенно выходили на первое место (по очкам ни одна команда их уже не могла превзойти). Но поражение от, казалось бы, аутсайдера в Сталино, и победа сборной Днепропетровска в Одессе привели к парадоксальной ситуации: перед последним матчем между собой эти команды имели идентичные показатели и в случае победы в три мяча одной из команд она становилась чемпионом (по соотношению мячей обходя киевлян при равенстве очков), другая при этом оставалась последней. Сборная Днепропетровска уверенно победила 3:0 и впервые стала сильнейшей командой Украины.

## Матчи
| Харьков | 2:1 | Днепропетровск |
| ------- | --- | -------------- |
|         |     |                |

| Харьков: Стеценко - Стешенко, Кириллов - ... - Привалов, Паровышников, Рогозянский, Лесной, Ливенцев |

| Одесса | 3:2 | Сталино |
| ------ | --- | ------- |
|        |     |         |

| Сталино: Раздорожнюк - Заварнов, Бойченко - ... Константиновский ... |

| Киев                                    | 4:2 | Харьков                  |
| --------------------------------------- | --- | ------------------------ |
| - Балакин 1:0′ 2:0′ - Комаров 3:0′ 4:0′ |     | - 4:1′ 4:2′ Паровышников |

| Киев: Идзковский - Правоверов, Клименко - Тютчев, Кузьменко , Путистин - Гончаренко, Балакин, Комаров, Коровников, Махиня Харьков: Стеценко - Стешенко, Кириллов - Тимченко, Кретель, Шведов - Привалов, Паровышников, Рогозянский, Лесной, Ливенцев |

| Харьков | 1:1 | Одесса |
| ------- | --- | ------ |
|         |     |        |

| Харьков: Стеценко - Стешенко, Кириллов - ... - Привалов, Паровышников, Рогозянский, Лесной, Ливенцев |

| Днепропетровск                                        | 3:3 | Киев                                          |
| ----------------------------------------------------- | --- | --------------------------------------------- |
| - Клименко 26′ (авт.) - Гребер 75′ (пен.) - Лайко 80′ |     | - 43′ Балакин - ~50′ Комаров - ~65′ Кузьменко |

| Днепропетровск: Маховский - Чижов, ... - М.Старостин, Б.Андреев, Гребер - Курчанинов, Белый, Лайко , ..., ... (на 46' на замену вышел Бородин) · Киев: Идзковский - Правоверов, Клименко - Тютчев, Кузьменко , Путистин - Гончаренко, Балакин, Комаров, Коровников, Махиня ~85' (на замену вышел Ф.Кузьменко) |

| Сталино                    | 2:2 | Харьков       |
| -------------------------- | --- | ------------- |
| - 1:0′ - Гречановский 2:1′ |     | - 1:1′ - 2:2′ |

| Сталино: Раздорожнюк - Заварнов, Бойченко - Крынин, Константиновский , Комягин - Балаба, Клевцев, Сидоров, Собежко, Гречановский Харьков: Стеценко - Стешенко, Кириллов - Привалов, В.Фомин , Н.Фомин - Л.Ливенцев, Паровышников, Бретль, Лесной, Ливенцев |

| Киев              | 1:0 | Одесса          |
| ----------------- | --- | --------------- |
| - Комаров кон 1Т′ |     | - (пен) кон 2Т' |

| Киев: Идзковский (кон 1Т'Поталов) - Правоверов, Клименко - Тютчев, Кузьменко , Путистин - Гончаренко, Балакин, Комаров, Коровников, Махиня |

| Днепропетровск | 2:1 | Одесса |
| -------------- | --- | ------ |
| - В.Кривошеев  |     | - 1′   |

| Днепропетровск: Маховский - Алексопольский, Бутенко - М.Старостин, Б.Андреев, Гребер - Бородин, Белый, В.Кривошеев, Л.Кривошеев, Корнилов Одесса: Трусевич - |

| Сталино            | 1:0 | Киев |
| ------------------ | --- | ---- |
| - Гречановский 21′ |     |      |

| Сталино: Раздорожнюк - Заварнов, Бойченко - Шкуров, Константиновский , Комягин - Балаба, Собежко, Гречановский, Сидоров, А.Фомин Киев: Поталов - Правоверов, Клименко - Тютчев, Кузьменко , Путистин - Гончаренко, Балакин, Комаров, Коротких, Махиня |

| Днепропетровск | 3:0 | Сталино |
| -------------- | --- | ------- |
|                |     |         |

| Днепропетровск: Маховский - Чижов, Алексопольский - М.Старостин, Б.Андреев , Курчанинов - Бородин, Белый, В.Кривошеев, Л.Кривошеев, Корнилов Сталино: Раздорожнюк - П.Евтихов I, Бойченко - Крынин, Константиновский , Комягин - Балаба, Собежко, Гречановский, Сидоров, Евтихов II |

### Итоговая турнирная таблица
| № | Команды        | 1   | 2   | 3   | 4   | 5   | И | В | Н | П | М     | О |
| - | -------------- | --- | --- | --- | --- | --- | - | - | - | - | ----- | - |
|   | Днепропетровск |     | 3:3 | 1:2 | 2:1 | 3:0 | 4 | 2 | 1 | 1 | 9 — 6 | 9 |
|   | Киев           | 3:3 |     | 4:2 | 1:0 | 0:1 | 4 | 2 | 1 | 1 | 8 — 6 | 9 |
|   | Харьков        | 2:1 | 2:4 |     | 1:1 | 2:2 | 4 | 1 | 2 | 1 | 7 — 8 | 8 |
| 4 | Одесса         | 1:2 | 0:1 | 1:1 |     | 3:2 | 4 | 1 | 1 | 2 | 5 — 6 | 7 |
| 5 | Сталино        | 0:3 | 1:0 | 2:2 | 2:3 |     | 4 | 1 | 1 | 2 | 5 — 8 | 7 |

Победа - 3 очка, ничья - 2, поражение - 1, неявка - 0